# Chlorogenia pallidimaculata
Chlorogenia pallidimaculata är en fjärilsart som beskrevs av Rothschild 1912. Chlorogenia pallidimaculata ingår i släktet Chlorogenia och familjen björnspinnare. Inga underarter finns listade i Catalogue of Life.